# Hedysarum manaslense
Hedysarum manaslense là một loài thực vật có hoa trong họ Đậu. Loài này được (Kitam.) H.Ohashi miêu tả khoa học đầu tiên.